# Nicolas Ravot d'Ombreval
Nicolas Ravot d'Ombreval (Parigi, 28 settembre 1680 – Parigi, 18 ottobre 1729) è stato un politico e magistrato francese.

## Biografia
Nato a Parigi, era figlio di Jean-Baptiste Ravot d'Ombreval, membro del parlamento di Parigi, e di sua moglie Geneviève Berthelot, discendente di una ricca ed influente famiglia di finanzieri.
Nicolas divenne avvocato generale alla cour des aides di Parigi, la corte d'appello per le dispute sulla raccolta delle tasse e sulle giurisdizioni del parlamento. Nicolas divenne anche maître des requêtes. Il 28 gennaio 1724, venne nominato Lieutenant général de police e capo della prefettura di Parigi.
Durante questo periodo, emise un editto il 24 settembre 1724 dando luogo alla disposizione regia che andò a creare la Borsa di Parigi. Riprese inoltre i vecchi decreti del prevosto di Parigi (rappresentante del re nella città di Parigi nel periodo medievale) contro l'esercizio della prostituzione. Fu inoltre il primo a regolare i servizi di fiacre , le vetture pubbliche a cavalli.
Lasciò l'incarico alla polizia il 28 agosto 1725 e venne nominato intendente delle généralité di Tours, succedendo in tale compito a René Hérault che a sua volta gli succedette come Lieutenant général de police. Rinunciò alla carica di intendente l'11 agosto 1726.
Sposò Thérèse Gabrielle Bréau (1678-1769). Morì nel 1729 all'età di 49 anni e venne sepolto nella chiesa di Dame-Marie-les-Bois, un villaggio posto tra Tours e Blois dove si trovava la signoria e il castello di La Guérinière.